# Volintirești, Iași
Volintirești este un sat în comuna Alexandru I. Cuza din județul Iași, Moldova, România.

## Așezare geografică
Volintirești se găsește la extremitatea de nord vest a comunei Alexandru Ioan Cuza învecinându-se cu satul Kogălniceni.

## Istoric
Satul Volintirești prezintă o organizare sistematizată cu străzi paralele care formează unghiuri drepte, indicație a unei mutări relativ recente a vetrei satului. Numele satului este o referire la voluntarii (numiți în acea epocă volintiri) pentru Războiul de Independență. Este foarte probabil că perioada înființării satului trebuie situată în jurul anului 1880.
La aproximativ 1,5 km în direcția nord - nord-vest de satul Volintirești se află un sit arheologic datând din epoca medievală, care cuprinde ruinele unui turn, cunoscute sub numele de „Movila lui Ștefan cel Mare” .